# Cubanate
I Cubanate sono un duo musicale inglese di genere electro-industrial.

## Storia del gruppo
Formati a Londra sul finire del 1992, i Cubanate sono il progetto del cantante Marc Heal e il chitarrista Phil Barry. A loro si sono uniti diversi musicisti, tra i quali Julian Beeston, anche attivo come solista e nei Nitzer Ebb. Il primo album dei Cubanate Antimatter venne pubblicato nel 1993 dalla tedesca Dynamica. Ad esso seguirono Cyberia (1995), edito dalla FAD e una tournée con i Front Line Assembly. Pubblicarono altro materiale negli anni seguenti.

## Formazione

### Membri attuali
- Marc Heal – voce, programmazione
- Phil Barry – chitarra

### Ex membri
- Graham Rayner – tastiere, programmazione
- Steve Etheridge – batteria, tastiere
- Julian Beeston – batteria, tastiere
- Shep Ashton – chitarra
- Darren Bennett – tastiere, percussioni
- Roddy Stone – chitarra
- David Bianchi – tastiere, percussioni
- Vince McAley – batteria, percussioni
- Reza Udhin – batteria, percussioni

## Discografia

### Album in studio
- 1993 – Antimatter
- 1995 – Cyberia
- 1996 – Barbarossa
- 1998 – Interference
- 2000 – Search Engine